# Centro Nacional de Inteligencia de Pandillas
El Centro Nacional de Inteligencia sobre Pandillas (en inglés: National Gang Intelligence Center o por sus siglas NGIC) se trata de una agencia del Departamento de Justicia de los Estados Unidos introducida por el Buró Federal de Investigaciones (FBI), siguiendo una orden del Congreso en 2005. El NGIC es un trabajo conjunto conformado por múltiples agencias cuyo fin es el de contribuir a las entidades de aplicación de la ley federales, estatales y locales de los Estados Unidos como recurso de inteligencia en la investigación y análisis de actividad pandillera.